# Cuirone
Cuirone è una frazione del comune italiano di Vergiate posta a nord del centro abitato, sulle alture alle spalle di Corgeno. Con il nome di Cuvirone fu un antico comune del milanese, unito nel 1869 al comune di Vergiate.
Cuirone è dominato dal Monte San Giacomo, una collina morenica boschiva che,con i suoi 427 metri è il punto più alto del Parco del Ticino.

## Storia
Registrato agli atti del 1751 come un borgo di circa 230 abitanti, nel 1786 Cuvirone entrò per un quinquennio a far parte dell'effimera Provincia di Varese, per poi cambiare continuamente i riferimenti amministrativi nel 1791, nel 1798 e nel 1799. Alla proclamazione del Regno d'Italia nel 1805 risultava avere 302 abitanti.
Nel 1809 il comune si ingrandì incorporando Cimbro e Corgeno, ma nel 1811 fu a sua volta soppresso su regio decreto di Napoleone e annesso a Vergiate. Il Comune di Cuvirone fu quindi ripristinato con il ritorno degli austriaci, e l'abitato risultò essere popolato da 486 anime nel 1853, salite a 522 nel 1861. La soppressione dell'autonomia comunale giunse infine nel 1869 su decreto di Vittorio Emanuele II, che ripropose in maniera definitiva l'unione con Vergiate sul modello napoleonico.